# Carystos (dème)
Pour l’article homonyme, voir Carystos.
Ne doit pas être confondu avec Carystios.
Le dème de Carystos (en grec moderne : Δήμος Καρύστου / Dímos Karýstou) est un dème du district régional d'Eubée, en Grèce-Centrale.
Il est créé lors du programme Kallikratis par la fusion des municipalités préexistantes de Carystos, Styraíon et Marmarí (el) et de la deuxième communauté d'Eubée, Kafiréas.
Sa superficie est de 672,43 km2 et, selon le recensement de 2011, sa population est de 12 180 habitants.
Le siège du dème est la ville de Carystos.